# High Quality Whale-Watching
High Quality Whale-Watching est une marque déposée par l'Accord sur la conservation des cétacés de la mer Noire, de la Méditerranée et de la zone Atlantique adjacente (ACCOBAMS) et développée conjointement avec le Sanctuaire Pelagos. Elle est destinée aux opérateurs d'observation des baleines et de dauphins (whale-watching en anglais) exerçant en Méditerranée. Elle identifie les excursionnistes impliqués volontairement dans une démarche écoresponsable et formés à des approches des mammifères marins conformes aux recommandations des Accords intergouvernementaux ACCOBAMS et Sanctuaire Pelagos et de la communauté scientifique,. Ce label institutionnel existe actuellement en France et en Principauté de Monaco, et peut être mis en œuvre par les 24 États parties à l'ACCOBAMS.

## Origine de la certification
La marque Quality Whale-Watching existe depuis 2014. Elle résulte de 10 années de réflexion[source secondaire souhaitée] autour de la gestion de l'activité d'observation des baleines en Méditerranée pour le maintien des populations de cétacés dans un état de conservation favorable.
En 2005, les résultats d'une étude socio-économique et écologique portée sur l’activité touristique d’observation des cétacés en Méditerranée française ont inquiété les acteurs locaux. Cette étude, réalisée sous l’impulsion du Sanctuaire Pelagos, a mis en évidence, à l’époque, une croissance de l’activité et des approches considérées comme intrusives, non respectueuses du code de bonne conduite édicté par le Sanctuaire Pelagos, et susceptibles, d'après les scientifiques, d’impacter à terme les populations de cétacés,,,. Des acteurs locaux et la communauté scientifique se sont alors accordés sur le fait que ces pratiques ne semblaient pas durables.
Deux ans après ce diagnostic, une première ébauche d’un cahier des charges pour la création d’un label visant à encadrer la pratique a vu le jour après des réunions de concertation entre les institutions ACCOBAMS et Pelagos, les scientifiques et les opérateurs d'observation des baleines français[source secondaire souhaitée]. Les clauses indiquaient notamment la nécessité pour les opérateurs d’être formés pour devenir éligibles au label.
En 2012, en vue de la création de ce label, une première formation destinée aux opérateurs d'observation des baleines a eu lieu.
Depuis sa création en 2014, le label est repose sur un cahier des charges révisé régulièrement[source secondaire souhaitée] avec les opérateurs bénéficiaires. Conformément à des conventions signées avec les Accords ACCOBAMS et Pelagos, en France, c'est l'association Miraceti qui est responsable de ce label[source secondaire souhaitée].

## Fondements de la certification
- Adopter une démarche naturaliste  ;
- Respect du code de bonne conduite : élaboré par le Sanctuaire Pelagos et repris en 2010 par l'ACCOBAMS ;
- Dispenser un discours pédagogique : malgré les impacts du whale-watching à court et à long termes identifiés par les scientifiques[8],[7], l’activité est considérée comme prouvant être un bon vecteur d'éducation du grand public si elle est accompagnée d’un message de sensibilisation, qui peut notamment être garanti par une formation dispensée aux opérateurs ;
- En France, en plus du cahier des charges commun à l’Italie et Monaco, les opérateurs s’engagent à :
- Ne pas proposer la nage avec les cétacés : cette activité est controversée dans le monde pour ses impacts potentiels sur le comportement des cétacés défendu par de nombreux scientifiques[9],[10], mais aussi pour la sécurité des passagers (mise à l'eau en pleine mer, proximité d'animaux sauvages imprévisibles) ;
- Ne pas utiliser de systèmes de détection aéroportés pour localiser les cétacés (tels que des avions ou des drones) : selon certaines sources scientifiques cette activité est susceptible, d’une part, de déranger les animaux [11] et, d’autre part, d’augmenter la pression sur eux dans la mesure où ils seraient plus facilement détectés.

## Portée de la certification
Porté par l'accord intergouvernemental ACCOBAMS regroupant 24 États parties, le label a une visée internationale et est susceptible d’être mis en œuvre sur l’ensemble de l’aire d’adhésion de l’Accord. La France a été le premier pays à avoir mandaté une structure pour l'animation du label suivi de très près par Monaco.

## Réglementation en vigueur en France
En France, les huit espèces résidentes de cétacés sont protégées par des arrêtés ministériels à l’échelle nationale et des arrêtés préfectoraux à l’échelle locale. Depuis 2020, l’arrêté du 3 septembre « interdit […] la perturbation intentionnelle incluant l’approche des animaux à une distance de moins de 100 mètres dans les aires marines protégées mentionnées à l’article L. 334-1 du code de l’environnement, et la poursuite ou le harcèlement des animaux dans le milieu naturel ». En 2021, cette interdiction a été étendue à toutes les eaux territoriales des côtes méditerranéennes. 